# Wasserzivette
Die Wasserzivette (Genetta piscivora) ist eine Raubtierart aus der Familie der Schleichkatzen (Viverridae). Sie gehört zu den seltensten und den am wenigsten bekannten Vertretern ihrer Familie.

## Merkmale
Die Wasserzivette gehört zu den wenigen Schleichkatzen, deren Fell nicht mit Streifen oder Flecken versehen ist. Es ist rostbraun gefärbt, wobei die Ohren, Beine und der lange Schwanz dunkler sind, dunkelbraun oder schwarz. Zwischen den Augen und seitlich an der Schnauze haben sie weiße Flecken. Ihr Körper ist langgestreckt, die Gliedmaßen verhältnismäßig kurz. Im Gegensatz zu den nahe verwandten Ginsterkatzen sind die Sohlen unbehaart, eine Anpassung an die wasserbewohnende Lebensweise. Die Kopfrumpflänge beträgt rund 45 Zentimeter, wozu noch ein rund 35 Zentimeter langer Schwanz kommt. Ihr Gewicht beläuft sich auf rund 1,5 Kilogramm.

## Vorkommen und Lebensraum
Vorkommen der Wasserzivette sind bislang nur entlang von Flussläufen im Nordosten der Demokratischen Republik Kongo bekannt, unbestätigte Sichtungen gibt es auch aus Uganda und Burundi. Sie lebt in tropischen Regenwäldern zwischen 500 und 1500 Metern Höhe.

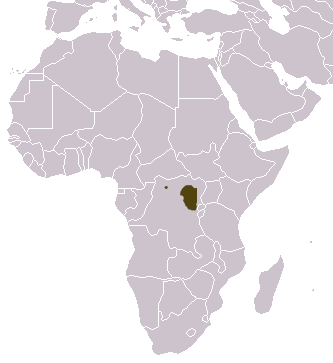
Verbreitungskarte der Wasserzivette

## Lebensweise
Über die Lebensweise dieser Tiere ist sehr wenig bekannt. Sie führen eine semiaquatische (teilweise im Wasser stattfindende) Lebensweise und dürften nachtaktive Einzelgänger sein. Ihre Nahrung besteht vorwiegend aus Fischen und Fröschen, manchmal verzehren sie auch in Wasser eingelegte Maniokknollen.

## Status
Auch der Gefährdungsgrad der Wasserzivetten ist unbekannt. Sie gelten aber gebietsweise als recht häufig, zumal ihr Verbreitungsgebiet relativ dünn besiedelt ist. 

## Systematik
Die taxonomische Stellung dieser Art hat sich im Laufe der Zeit geändert. Während frühere Autoren sie in die eigenständige Gattung Osbornictis stellten, wird sie in aktuellen Systematiken (z. B. Mammal Species of the World, 2005) in die Gattung der Ginsterkatzen klassifiziert.